# Cristiano dos Santos Rodrigues
Cristiano dos Santos Rodrigues (* 3. Juni 1981 in Rio de Janeiro) ist ein brasilianischer ehemaliger Fußballspieler.

## Karriere
Der 175 Zentimeter große Angriffsspieler Cristiano kam bereits als 17-jähriger Junior vom brasilianischen Amateur-Club Taquaral FC zum niederländischen Proficlub NAC Breda, mit dem er in der Abstiegssaison 1998/99 sein erstes Spiel in der höchsten Liga („Eredivisie“) bestritt, mit dem er im Jahr 2000 als Meister der 2. Division gleich wieder aufstieg und für den er insgesamt in 70 Partien 18 Tore erzielte. Danach wechselte Cristiano innerhalb der Liga zu Roda JC Kerkrade. Für diesen Club kam er in vier Saisons auf 100 Spiele in der Eredivisie, in denen er 34 Meisterschaftstore schoss.
Im August 2006 wechselte er dann zum Schweizer Klub FC Basel. Er spielte sein Mannschafts Debüt am 10. September 2006 im 2:1-Heimsieg gegen FC Zürich in der St. Jakob-Park vor 19'987 Zuschauer. Der verheiratete Stürmer, Vater von zwei Söhnen, konnte sich bei Basel nicht durchsetzen und wurde bereits in der Winterpause in die Niederlande zu Willem II Tilburg verliehen. Dort gelangen ihm fünf Treffer in zwölf Spielen, woraufhin er zur Saison 2007/08 von Willem fest verpflichtet wurde. 2008 wechselte er in die A-League zu Adelaide United.